# Колотилівка (село)
Колотилівка (рос. Колотиловка) — село у Красноярузькому районі Бєлгородської області Російської Федерації.
Населення становить 371 особу. Входить до складу муніципального утворення Колотиловське сільське поселення.

## Історія
Населений пункт розташований у східній частині української суцільної етнічної території — східній Слобожанщині.
Згідно із законом від 20 грудня 2004 року № 159 від 20 грудня 2004 року органом місцевого самоврядування є Колотиловське сільське поселення.
11 серпня 2024 року ЗСУ перейшли кордон біля Колотилівки і просунулися на 10 км вглибину російської території. Проте спротив російських військ був значний і 15 серпня українські військові повернулися в Україну.

## Населення
| 2002 | 2010 |
| ---- | ---- |
| 406  | ↘371 |

## Відомі уродженці
- Веселова Олександра Михайлівна — український історик родом з Північної Слобожанщини, дослідниця Голодоморів, радянської влади та інших дискримінаційних проявів ХХ століття.